# Villa Roccaromana

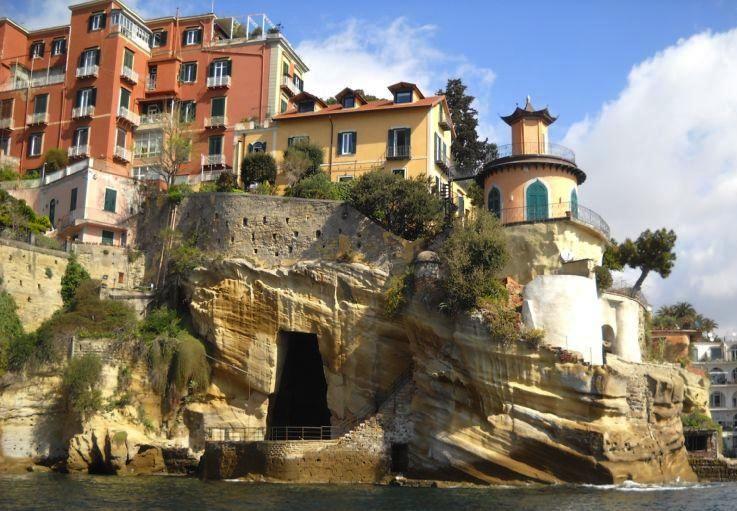
Villa Roccaromana in Neapel

Die Villa Roccaromana, später Villa De Gemmis, ist ein Landhaus aus dem 19. Jahrhundert im Viertel Posillipo von Neapel in der italienischen Region Kampanien. Sie liegt in der Via Posillipo, 38. Das Haus steht auf einer alten Grotte, die in den Tuffstein geschlagen wurde.

## Geschichte
1814 wurde das Haus im Auftrag des Herzogs Nicola Caracciolo di Roccaromana auf einem 2,25 Moggi (7570,935 m²) großen Grundstück errichtet, das vorher Fiorillo und Giuseppe Pucci gehört hatte, die damals Eigentümer eines großen Teils des Hügels von Posillipo waren. Der Herzog liebte es, die Villa vor allen Dingen mit exotischen Pflanzen zu schmücken und er ließ dort auch eine Pagode mit Blick auf das Meer errichten. Im Haus richtete er eine sehr reiche Sammlung von Kuscheltieren ein, von der allerdings heute nichts mehr erhalten ist. Er organisierte in der Villa großartige Feste, vor allen Dingen in der vorher erwähnten Grotte.
Gegen Ende des 19. Jahrhunderts kaufte die Adelsfamilie Le Mesurier de Birkenhead das Anwesen und nutzte es als Sommerresidenz. Es gehörte dann der Baroness von Castel Foce, Helen Anne de Gemmis. Die Villa blieb bis zum Anfang des 21. Jahrhunderts in Besitz der Familie De Gemmis. Anschließend wurde sie mehrmals umgebaut und ist heute ein Mietshaus. Zahlreich sind auch die archäologischen Fundstücke, die an diesem Ort gefunden wurden; sie stammen aus der römischen Kaiserzeit.